# Kościół Podwyższenia Krzyża Świętego w Wodzisławiu Śląskim – Zawadzie
Kościół Podwyższenia Krzyża Świętego w Wodzisławiu Śląskim – Zawadzie – kościół rzymskokatolicki położony w dzielnicy Wodzisławia Śląskiego – Zawadzie. Został wzniesiony na wzgórzu.

## Budowa
Długość kościoła wynosi 40,2 m, a jego szerokość – 23,6 m. Posiada nawę krzyżową. Od strony ulicy Paderewskiego do bramy głównej prowadzą schody o 22 stopniach.

## Historia
W 1947 zostały zatwierdzone plany budowy przez władzę świecką. Budowę rozpoczęto w lipcu tego samego roku. Krzyż został wzniesiony w październiku 1948.